# Emil Henriques
Emil Henriques (Norrköping, Östergötland, 19 de desembre de 1883 - Estocolm, 19 de novembre de 1957) va ser un regatista suec que va competir a començaments del segle xx.
El 1912 va prendre part en els Jocs Olímpics d'Estocolm, on va guanyar la medalla de plata en la categoria de 8 metres del programa de vela. Henriques navegà a bord del Sans Atout junt a Bengt Heyman, Alvar Thiel, Herbert Westermark i Nils Westermark.
El 1907 es llicencià en dret per la Universitat d'Uppsala. A partir de 1911 va exercir d'advocat a Estocolm. Com a advocat va ser membre de la junta directiva de l'Associació d'Advocats de Suècia, Secretari del Consell de l'Escola Tècnica i la Comissió Nacional d'Assegurances.
També va ser el primer president de la Lliga sueca de bridge entre 1932 i 1947.